# Bad Dürrheim
Bad Dürrheim település Németországban, azon belül Baden-Württembergben. Lakosainak száma 13 793 fő (2023. december 31.). Bad Dürrheim Villingen-Schwenningen községgel határos.

## Népesség
A település népessége az elmúlt években az alábbi módon változott:
| Lakosok száma | 6713 | 7609 | 9457 | 10 196 | 10 348 | 11 535 | 12 172 | 12 832 | 12 634 | 13 793 |
|               | 1961 | 1967 | 1974 | 1980   | 1987   | 1993   | 2000   | 2006   | 2013   | 2023   |